# Мурзин, Владимир Николаевич
Владимир Николаевич Мурзин (1 апреля 1933 — 26 января 2021) — советский и российский учёный в области физики полупроводников и спектроскопии, лауреат Государственной премии СССР. Доктор физико-математических наук, профессор.

## Биография
С 1957 г. и до последних дней работал в Физическом институте имени П. Н. Лебедева: младший научный сотрудник, старший научный сотрудник, главный научный сотрудник, заведующий Лабораторией неравновесных и нелинейных явлений в твердых телах.

## Награды и звания
- Государственная премия СССР (1987 год; в составе коллектива) — за цикл работ «Инвертированные распределения горячих носителей заряда и генерация стимулированного излучения в полупроводниках в миллиметровом, субмиллиметровом и дальнем инфракрасном диапазонах» (1966—1985).
- Заслуженный деятель науки Российской Федерации (20.01.2015).

## Научные труды
Диссертации:
- Колебательные спектры SrTiO3, BaTiO3, CaTiO3 : диссертация … кандидата физико-математических наук : 01.00.00. — Москва, 1964. — 132 с. : ил.
- Субмиллиметровая спектроскопия коллективных взаимодействий экситонных и мелких примесных состояний в полупроводниках : диссертация … доктора физико-математических наук : 01.04.10. — Москва, 1979. — 454 с. : ил.

Сочинения:
- Субмиллиметровая спектроскопия коллективных и связанных состояний носителей тока в полупроводниках / В. Н. Мурзин. — М. : Наука, 1985. — 264 с. : ил.; 22 см.